# Hradišťský vrch (rozhledna)
Rozhledna Hradišťský vrch je 28 metrů vysoká dřevěná rozhledna na vrcholu Hradišťského vrchu (780 m) v Novohradském podhůří na území města Kaplice. V blízkosti rozhledny se rozprostírá areál pravěkého hradiště Hradec.

## Historie
Město Kaplice usilovalo o výstavbu rozhledny řadu let. Nejprve bylo uvažováno o lokalitě Suchého vrchu (591 m) v blízkosti města. Vedení města pak zaujalo provedení rozhledny v jihomoravských Židlochovicích, nazvané Akátová věž, která v letech 2009 a 2010 získala tři ocenění. Proto se vedení Kaplice rozhodlo oslovit autora Akátové věže Pavla Juru. Pavel Jura na jaře 2013 představil kaplickým zastupitelům návrh rozhledny na Hradišťském vrchu. S výstavbou se začalo až v roce 2018 a rozhledna byla slavnostně otevřena 23. března 2019.

## Technické parametry
Rozhledna má výšku 28 m a válcovitý tvar s přečnívajícími trámy symbolizujícími jehličnatý strom se zaschlými ulámanými spodními větvemi či zapletené příbytky z dob Keltů. Stavebním materiálem je modřínové dřevo. Obvodový plášť rozhledny je tvořen pentagramem z trámů, které jsou navzájem pootočené. Rohy pentagramů jsou spojené stojkami a pro lepší tuhost vyztuženy tyčemi z oceli. Použití pentagramu bylo rovněž symbolické s odkazem na pětilistou růži ve znaku Rožmberků.

## Výhled
Z rozhledny jsou za jasného počasí dobře viditelné Alpy, směrem k Lipensku Plechý, Vítkův kámen, Kleť a směrem do vnitrozemí Českobudějovická pánev, Novohradské hory a Slepičí hory v Soběnovské vrchovině.